# Finale de la Coupe du monde de football 1966
La finale de la Coupe du monde de football de 1966 est une rencontre de football opposant l'équipe d'Angleterre et l'équipe de la République fédérale d'Allemagne. Joué le 30 juillet 1966, ce match conclut la Coupe du monde de football de 1966 qui se déroule en Angleterre. 
L'Angleterre joue tous ses matchs à Wembley jusqu'à la finale et bénéficie d'un arbitrage clément qui est l'objet des critiques de nombreuses équipes. Sortis premier du groupe 1, les Anglais battent en quarts l'Argentine à 11 contre 10 sur un but litigieux de Geoffrey Hurst. En demi-finale, l'équipe britannique élimine le Portugal grâce à un doublé de Bobby Charlton. En finale, l'Angleterre est opposée à la République fédérale d'Allemagne. La RFA termine première du groupe 2 et joue l'Uruguay en quart de finale. Grâce à un jeu physique, et l'expulsion discutée de joueurs uruguayens, l'Allemagne de l'Ouest l'emporte aisément 4-0. En demi-finale, elle élimine l'Union soviétique par deux buts à un et obtient sa place pour jouer la finale de la compétition à Wembley.
La République fédérale d'Allemagne ouvre le score sur une frappe de Helmut Haller. L'équipe hôte égalise grâce à Geoffrey Hurst et prend l'avantage grâce à un nouveau but de Martin Peters. La RFA arrache la prolongation à la dernière minute du temps réglementaire à la suite d'un but de Wolfgang Weber. Pendant la première période de la prolongation, Geoffrey Hurst marque pour l'Angleterre l'un des buts les plus controversés de l'histoire du football, avant d'inscrire son troisième but du match à la 120e et dernière minute de la rencontre, assurant aux Anglais leur première victoire dans la compétition.

## Contexte

### Parcours de l'Angleterre
| T | Équipe     | Pts | J | G | N | P | BP | BC | Diff |
| 1 | Angleterre | 5   | 3 | 2 | 1 | 0 | 4  | 0  | +4   |
| 2 | Uruguay    | 4   | 3 | 1 | 2 | 0 | 2  | 1  | +1   |
| 3 | Mexique    | 2   | 3 | 0 | 2 | 1 | 1  | 3  | -2   |
| 4 | France     | 1   | 3 | 0 | 1 | 2 | 2  | 5  | -3   |

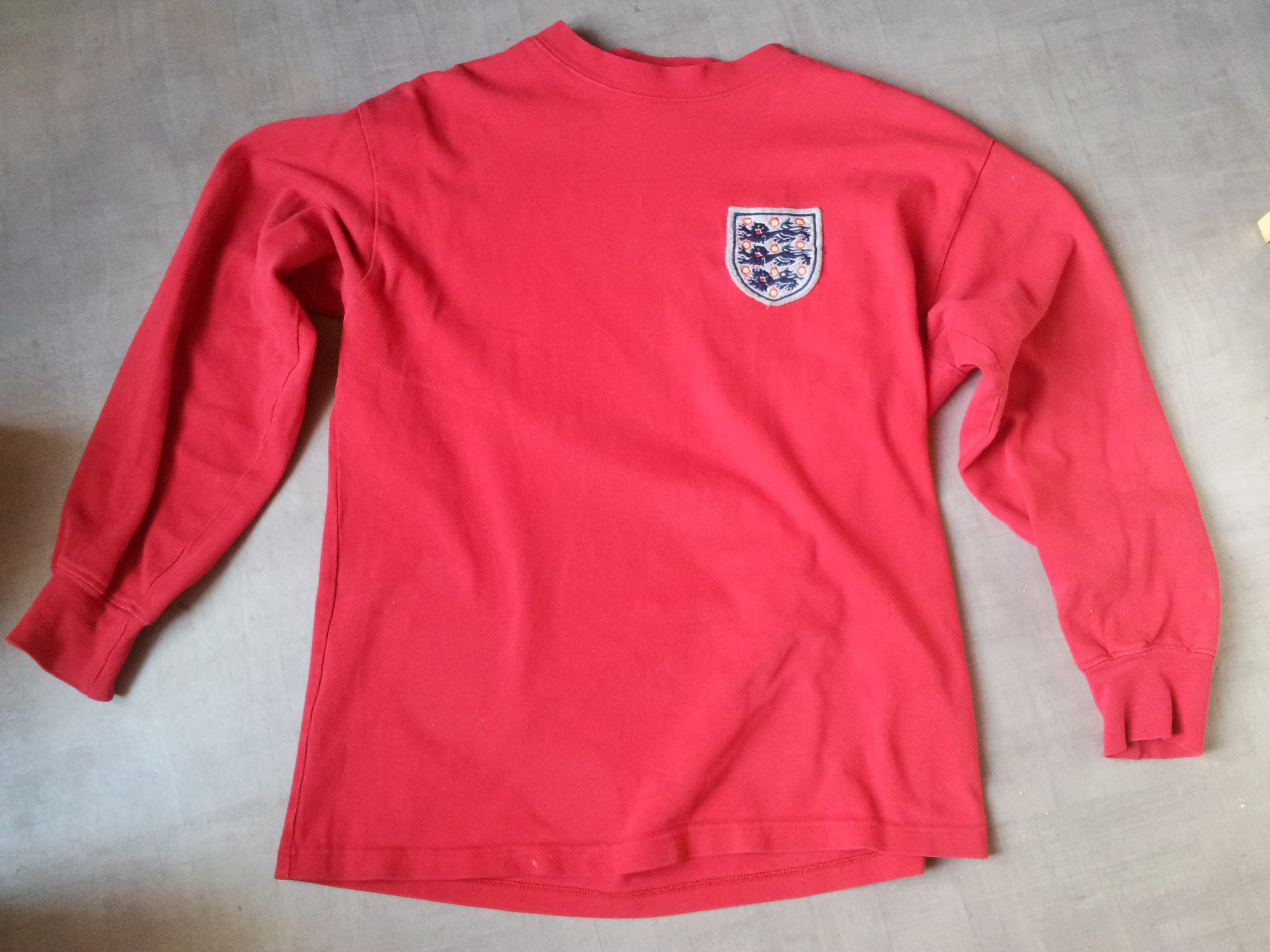
Maillot de l'Angleterre en finale

L'Angleterre n'a jamais dépassé le stade des quarts de finale de la compétition avant d'accueillir la phase finale en 1966. Pourtant, l'entraîneur de la sélection anglaise, Alf Ramsey, annonce avant le début du tournoi que l'Angleterre va remporter le mondial.
Le 11 juin 1966 à 19h30, le match d'ouverture de la Coupe du monde de 1966 commence. Il oppose l'équipe hôte, l'Angleterre, à l'équipe d'Uruguay à Wembley. Le match se termine sur un match nul 0-0. Lors de la deuxième journée du groupe 1, les joueurs anglais sont opposés au Mexique. L'Angleterre remporte sa première rencontre dans la compétition grâce à des buts de Bobby Charlton et Roger Hunt. L'équipe anglaise est en position favorable avant de rencontrer l'équipe de France en dernière journée du groupe 1. L'équipe de France ne doit pas perdre pour éviter l'élimination. Grâce à deux nouveaux buts de Roger Hunt (38e, 75e), l'équipe anglaise s'impose contre la France et termine première du groupe 1 devant l'Uruguay. Jimmy Greaves se blesse lors du match contre les Français et déclare forfait pour le quart de finale.
| Match           | Adversaire | Lieu    | Score |
| Groupe 1, J1    | Uruguay    | Wembley | 0-0   |
| Groupe 1, J2    | Mexique    | Wembley | 2-0   |
| Groupe 1, J3    | France     | Wembley | 2-0   |
| Quart de finale | Argentine  | Wembley | 1-0   |
| Demi-finale     | Portugal   | Wembley | 2-1   |

En quart de finale, l'Angleterre rencontre l'Argentine, finaliste de l'édition 1930, qui a terminé deuxième du groupe 2. En l'absence de Greaves, Alf Ramsey modifie le système de jeu en 4-4-2 de l'équipe d'Angleterre en 4-3-3,. Les Anglais jouent une nouvelle fois à Wembley, et l'arbitrage est vivement critiqué. Avant la rencontre, les joueurs sud-américains n'ont pas le droit de voir la pelouse. À la demi-heure de jeu, l'arbitre allemand M. Kreitlein décide d'exclure le capitaine argentin Antonio Rattín pour contestation. Le match est arrêté pendant huit minutes, le temps que le joueur argentin quitte le terrain. Hurst inscrit le but de la victoire qui est validé bien que l'attaquant anglais soit hors-jeu. Le score final de 1-0 qualifie l'Angleterre pour le dernier carré. Les dirigeants anglais interdisent à leurs joueurs d'échanger leur maillot contre ceux de leurs homologues argentins. L'équipe britannique n'a toujours pas encaissé de but dans la compétition et est logiquement la meilleure défense de la compétition. 
En demi-finale, l'adversaire de l'équipe d'Angleterre est le Portugal, révélation du tournoi qui, comme l'Angleterre, n'avait jamais atteint ce stade. Avec l'attaque la plus prolifique et le meilleur buteur de la compétition Eusébio, les Portugais ont une équipe redoutable. Grâce à un doublé de Bobby Charlton, les Anglais prennent un avantage de deux buts à dix minutes de la fin. À la 82e minute, deux minute après le deuxième but anglais, Eusébio inscrit sur pénalty son huitième et avant-dernier but dans la compétition. Aucun autre but n'est marqué et l'Angleterre se qualifie pour la première fois de son histoire pour la finale de la Coupe du monde.
L'Angleterre a eu l'avantage de jouer tous ses matchs dans le stade de Wembley, ce qui déclencha les critiques des adversaires.

### Parcours de la République fédérale d'Allemagne
| T | Équipe               | Pts | J | G | N | P | BP | BC | Diff |
| 1 | Allemagne de l'Ouest | 5   | 3 | 2 | 1 | 0 | 7  | 1  | +6   |
| 2 | Argentine            | 5   | 3 | 2 | 1 | 0 | 4  | 1  | +3   |
| 3 | Espagne              | 2   | 3 | 1 | 0 | 2 | 4  | 5  | -1   |
| 4 | Suisse               | 0   | 3 | 0 | 0 | 3 | 1  | 9  | -8   |

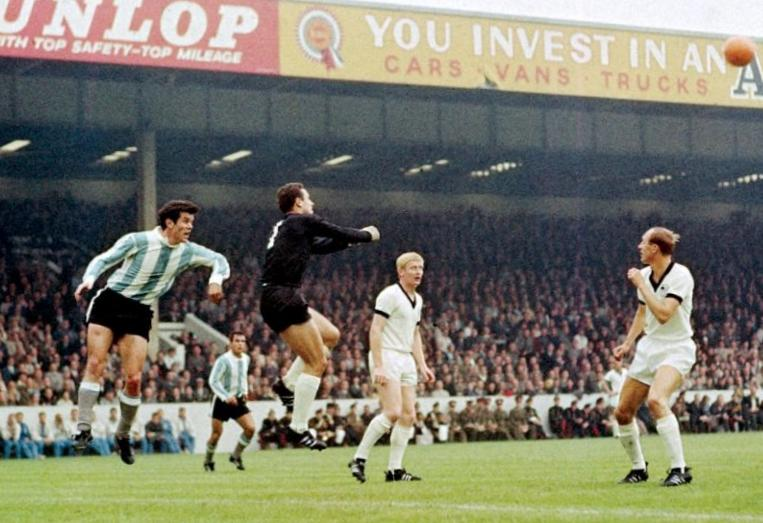
L'Allemagne et l'Argentine se neutralisent à Villa Park.

Dans le groupe 2, la RFA débute en écrasant la Suisse sur le score de 5 à 0 grâce à deux doublés d'Helmut Haller et Franz Beckenbauer. Ce premier apporte son expérience avec Uwe Seeler, alors que Beckenbauer, plus jeune, montre son talent au plus haut niveau.
Tenus en échec contre l'Argentine lors de la deuxième journée, les Allemands assurent l'essentiel à Villa Park en dominant l'Espagne 2-1 lors de la troisième journée pour terminer en tête de son groupe. 
Opposée à l'Uruguay en quart de finale, l'équipe allemande inflige un cinglant 4 à 0 à l'équipe adverse réduite à neuf joueurs à la suite des deux expulsions infligées par l'arbitre anglais Jim Finney. Les buts sont inscrits par Haller dès la dixième minute. Beckenbauer, Seeler puis Held aggravent le score dans les vingt dernières minutes profitant de l'avantage de jouer à 11 contre 9.
En demi-finale, la RFA se joue de l'URSS au terme d'une rencontre décevante où Lev Yachine doit s'incliner par deux fois devant Haller puis Beckenbauer. Valeriy Porkujan réduit le score mais les Allemands s'imposent finalement 2 buts à 1. La RFA se qualifie pour la finale pour la deuxième fois de son histoire, après une première victorieuse en 1954.
| Match           | Adversaire       | Lieu          | Score |
| Groupe 2, J1    | Suisse           | Hillsborough  | 5-0   |
| Groupe 2, J2    | Argentine        | Villa Park    | 0-0   |
| Groupe 2, J3    | Espagne          | Villa Park    | 2-1   |
| Quart de finale | Uruguay          | Hillsborough  | 4-0   |
| Demi-finale     | Union soviétique | Goodison Park | 2-1   |

### Préparatifs de la rencontre
Quelques centaines de spectateurs allemands sont présents avec des drapeaux dans un stade acquis à la cause de l'équipe anglaise. La reine du Royaume-Uni Élisabeth II est présente dans le stade.
La veille de la finale, la titularisation du joueur de West Ham Geoffrey Hurst n'est pas assurée.
Avant ce match, l'Angleterre reste invaincu contre l'Allemagne. 
Le président britannique de la FIFA Stanley Rous désigne les arbitres des matchs de la Coupe du monde à partir des quarts de finale. Pour la finale de la Coupe du monde, il choisit de confier l'arbitrage de la partie au Suisse Gottfried Dienst.

## Match

### Résumé

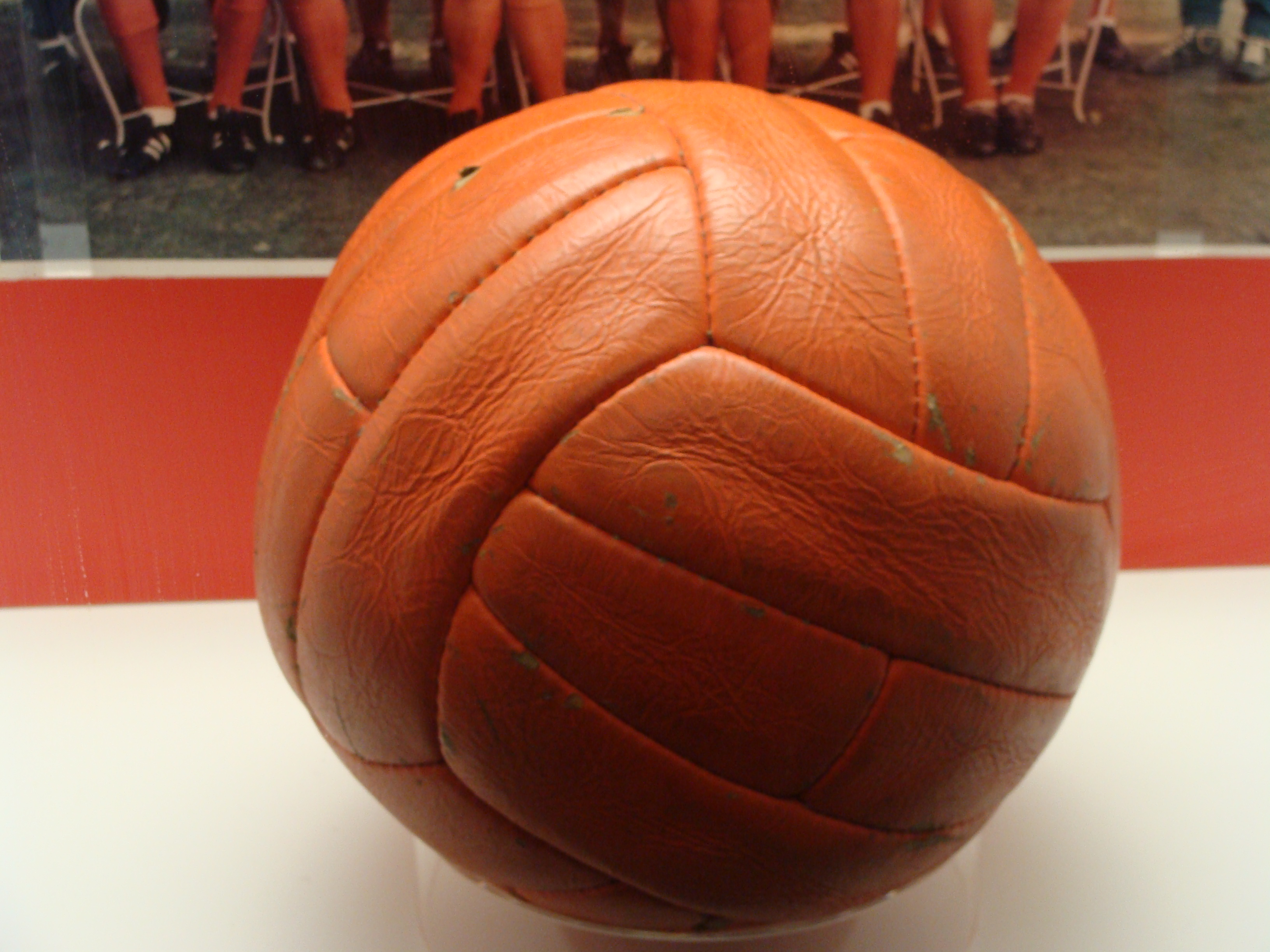
Gros plan sur le ballon orange de la finale de la Coupe du monde de football 1966.

#### Première mi-temps
La finale de la Coupe du monde de football de 1966 est le 200e match de la Coupe du monde. Les deux équipes rentrent en même temps sur le terrain, les Anglais en rouge, les Allemands en blanc. Quelques joueurs de chaque équipe ont des ballons orange dans les mains. L'hymne anglais est joué puis l'hymne allemand. Les deux capitaines, l'Anglais Bobby Moore et l'Allemand Uwe Seeler, rejoignent les arbitres au centre du terrain et échangent les fanions. Le capitaine anglais gagne le toss et choisit de garder le terrain où se trouvent les joueurs de l'Angleterre. 
Les Allemands de l'Ouest donnent le coup d'envoi. Dès le début du match, les Anglais mettent la pression sur l'équipe de la RFA. À l'extérieur de la surface, Nobby Stiles réalise la première frappe du match qui est contrée par un défenseur et sans danger pour l'Allemagne de l'Ouest. Martin Peters tente sa chance de loin deux fois de suite, le premier tir est contré et le second finit sa course à côté des cages de Tilkowski. Une minute plus tard, le numéro 10 allemand, Held, a l'occasion d'ouvrir le score seul à la limite de la surface de réparation mais il envoie le ballon loin des buts anglais. Le gardien de but allemand Hans Tilkowski doit être soigné après une collision avec Geoffrey Hurst. Peters essaie de marquer une nouvelle fois de loin avant la fin des dix premières minutes du match mais Hans Tilkowski réalise une parade pour détourner le ballon. 
À la douzième minute, Helmut Haller ouvre le score pour la RFA à la suite d'un mauvais dégagement de la tête du défenseur anglais Ray Wilson sur un centre de Held. La frappe croisée du pied droit de l'attaquant allemand est le cinquième but de Haller dans la compétition. Six minutes après l'ouverture du score, Bobby Charlton fait une passe courte à Bobby Moore qui se fait accrocher par Wolfgang Overath. Le coup franc est joué rapidement sur la tête de Geoffrey Hurst qui pique la balle dans le but de Tilkowski. 
Le gardien de but anglais, Gordon Banks réalise deux arrêts sur des tentatives de Wolfgang Overath et Lothar Emmerich.

#### Deuxième mi-temps
À un peu plus de dix minutes de la fin de la rencontre, l'Angleterre obtient un corner. Tiré par Alan Ball, celui-ci est repoussé dans l'axe vers Geoffrey Hurst, qui effectue un dribble puis tire de l'extérieur de la surface. Son tir est contré par Horst Höttges et s'élève à mi-hauteur vers les buts allemands. Lorsque le ballon redescend, Martin Peters le reprend de volée à quelques mètres des buts et la place entre le gardien allemand et le défenseur placé au poteau des buts de la RFA. Les Anglais continuent de jouer offensivement et sont proches d'inscrire un troisième but sur une contre-attaque à trois contre un. Bobby Charlton reçoit la passe de Roger Hunt mais manque le cadre.
Alors qu'il ne reste que quelques moments avant le coup de sifflet final, Gottfried siffle un coup franc pour une faute contestable de Jack Charlton sur Held. Sur le coup franc, Wolfgang Weber marque après que Schnellinger ne touche la balle de la main. Le temps réglementaire se termine sur le match nul 2 à 2, les deux équipes doivent se départager lors de deux périodes supplémentaires de quinze minutes.

#### Prolongation
Pour la deuxième fois de l'histoire de la Coupe du monde, la finale va en prolongation. Le règlement précise que si à la fin de la prolongation les équipes ne se sont pas départagées, la finale est à rejouer trois jours plus tard, le 2 août 1966. Ce ne sera pas nécessaire. En effet, le coup de théâtre du match survient à la 101e minute : Geoffrey Hurst en bonne position tire au but, la balle frappe la barre transversale, rebondit sur la ligne, revient en jeu et est dégagée par un défenseur allemand. L'arbitre après avoir consulté son juge de ligne, le Soviétique Tofik Bakhramov, valide le but malgré les protestations des Allemands qui estiment que la balle n'a pas franchi la ligne. 
Geoffrey Hurst réalise le premier triplé en finale de la Coupe du monde du football en marquant à la 120e minute. Sir Hurst admet après la rencontre que son intention est d'envoyer le ballon aussi loin que possible dans la tribune du stade pour jouer la montre mais sans le vouloir la sphère a terminé sa course dans les buts du gardien allemand assurant la victoire à l'Angleterre. De plus, des spectateurs ont déjà commencé à envahir le terrain de jeu alors que l'attaquant anglais file vers le but. Dans la confusion, le but est accordé. Le coup d'envoi n'est pas donné, l'arbitre siffle la fin du match sur un succès 4-2 de l'équipe d'Angleterre. Les Anglais font ensuite un tour d'honneur avec le trophée.

### Feuille de match
| 30 juillet 1966 15h00     | Angleterre                                                                                | 4 - 2 a. p. | Allemagne de l'Ouest             | Wembley, Londres                                                        |                                                                         |
| Historique des rencontres | ( B. Charlton) Hurst 18e · ( Hurst) Peters 78e · ( Ball) Hurst 101e · ( Moore) Hurst 120e | (1 - 1)     | 12e Haller (Seeler ) · 90e Weber | Spectateurs : 96 924 · Arbitrage : Gottfried Dienst · Photos du match · | Spectateurs : 96 924 · Arbitrage : Gottfried Dienst · Photos du match · |
| Historique des rencontres | (Rapport)                                                                                 |             |                                  | Spectateurs : 96 924 · Arbitrage : Gottfried Dienst · Photos du match · | Spectateurs : 96 924 · Arbitrage : Gottfried Dienst · Photos du match · |

|  | Titulaires : 1 Gordon Banks 2 George Cohen 3 Ramon Wilson 4 Nobby Stiles 5 Jack Charlton 6 Bobby Moore 7 Alan Ball 9 Robert Charlton 10 Geoffrey Hurst 16 Martin Peters 21 Roger Hunt Entraîneur : Alf Ramsey | Finale de la Coupe du monde 1966 |  | Titulaires : 1 Hans Tilkowski 2 Horst Höttges 3 Karl-Heinz Schnellinger 4 Franz Beckenbauer 5 Willi Schulz 6 Wolfgang Weber 8 Helmut Haller 9 Uwe Seeler 10 Sigfried Held 11 Lothar Emmerich 12 Wolfgang Overath Entraîneur : Helmut Schön |

| Angleterre | RFA |

### Effectif de l'Angleterre
L'équipe d'Angleterre entraînée par Alf Ramsey est composée de 22 joueurs tous issus de clubs anglais. Ils sont sacrés champions du monde à l'issue de la finale. L'effectif est le suivant :

### Effectif de la RFA
L'équipe de la RFA entraînée par Helmut Schön est composée de 22 joueurs. L'effectif est le suivant :

## Après match
Après le coup de sifflet final, le capitaine de l'équipe d'Angleterre, Bobby Moore est à la tête de l'équipe anglaise pour monter dans les tribunes et recevoir le trophée des mains de la reine Élisabeth II depuis la loge royale. Avant de lever le Trophée Jules Rimet, le capitaine Bobby Moore doit s'essuyer les mains pour ne pas salir les gants blancs de la reine. Alors que le trophée a été volé le 20 mai lors d'une exposition de timbres puis finalement retrouvé par un chien, ce qui a conduit la fédération anglaise à commander une réplique, la reine remet le vrai trophée à Bobby Moore ; tandis que Nobby Stiles veut faire un tour d'honneur avec, il est ceinturé par les policiers qui lui donnent la réplique à la place. Au balcon de Buckingham, les joueurs anglais brandissent la réplique, sans que personne s'en aperçoive.
Les champions du monde anglais reçoivent 1 100 livres sterling comme prime de victoire en Coupe du monde. Initialement, les titulaires doivent toucher 1 500 livres et les remplaçants 750, mais finalement ils ont accepté de ne toucher que 1 100 livres.
Les joueurs anglais reçoivent chacun une médaille à la fin du match avec leur nom dessus. En 2005, Alan Ball vend sa médaille de la finale de la Coupe du monde 1966 pour 164 800 livres sterling, battant le précédent record de Gordon Banks qui a vendu la sienne pour 124 750 livres. 
En juin 2009, les joueurs anglais qui n'ont pas participé à la finale de la Coupe du monde 1966 et le staff de l'équipe ont reçu des médailles pour leur action dans le succès de l'Angleterre dans la compétition.

## Postérité et impact culturel

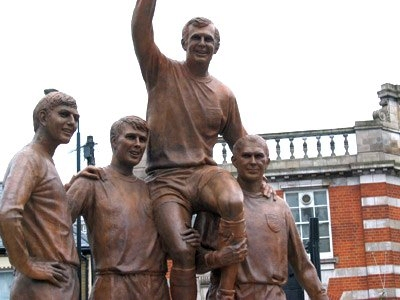
Statue de Geoff Hurst, Martin Peters, Bobby Moore et Ray Wilson, vainqueurs anglais du club de West Ham.

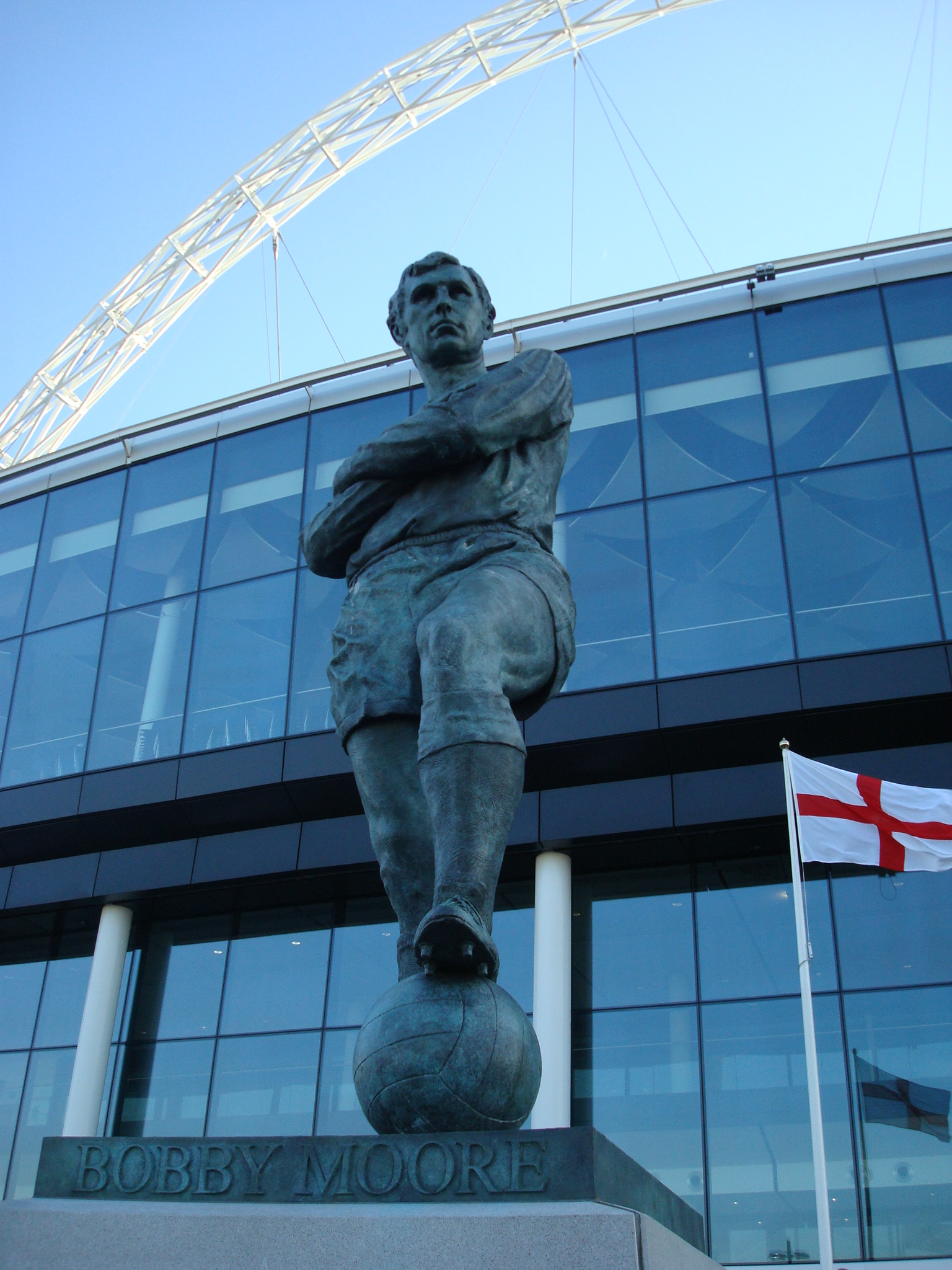
Statue de Bobby Moore à l'extérieur du nouveau stade de Wembley.

Les commentaires de fin de match du commentateur de la BBC Kenneth Wolstenholme sont restés célèbres. Alors qu'il ne reste plus que quelques secondes, il dit « And here comes Hurst ! He's got... Some people are on the pitch ! They think it's all over ! It is now, it's four ! » que l'on traduit par « Et voici Hurst ! Il l'a... quelques personnes sont sur le terrain ! Ils pensent que tout est terminé ! Et y est, c'est le quatrième ! ». 
Pendant ce temps, Hugh Johns finit de commenter la rencontre sur ITV en disant « Here's Hurst, he might make it three. He has ! He has... so that's it. That is IT ! », soit en français « Voici Hurst, il pourrait mettre un triplé. Il l'a ! Il a... c'est ça. C'est cela ! ». Ces commentaires sont restés dans l'histoire avec la victoire de l'équipe d'Angleterre.
Après la finale, Bobby Moore est élu meilleur joueur du tournoi, Bobby Charlton est consacré footballeur européen de l'année et le sélectionneur Alf Ramsey est anobli par la Reine d'Angleterre.
La finale est l'évènement le plus regardé de l'histoire de la télévision britannique avec 32,60 millions de téléspectateurs[réf. nécessaire]. En Allemagne, le but fantôme marqué après que la balle a frappé la barre transversale et touché la ligne de but est nommé but de Wembley (en allemand Wembley-Tor) à cause de la controverse autour de ce but. Le stade national de l'Azerbaïdjan porte le nom de Stade Tofiq-Béhramov en hommage à l'arbitre de touche de la finale de la Coupe du monde 1966 Tofik Bakhramov qui a décidé d'accorder le but controversé en faveur des Anglais pendant la prolongation.
En 2006, René Frégni écrit dans Maudit le jour son voyage en Angleterre en 1966. Il évoque l'impact de la finale de la Coupe du monde 1966 dans la ville de Londres et la polémique autour du deuxième but de Hurst.
Dans la campagne publicitaire d'Adidas à l'occasion de la Coupe du monde 2006, la fin de la version longue de la publicité fait référence au but de la 100e minute. L'Anglais Frank Lampard tire sur la barre transversale du gardien de but allemand Oliver Kahn. Lors de la Coupe du monde 2010, Frank Lampard envoie le ballon sur la barre transversale de Manuel Neuer puis rentre dans les buts et ressort mais l'arbitre ne valide pas le but.
En 2008, la pelouse où se situe la ligne de but des cages du gardien Allemand lors du troisième but Anglais en 1966, le but très controversé, est découpée puis vendue. Les gains de ces ventes sont reversés à UNICEF. Une partie de cette ligne est donnée au National Football Museum de Preston où se situe déjà le ballon du match,.
En 2009, une sculpture de Philip Jackson représentant l'entraîneur de l'équipe anglaise vainqueur de la finale de 1966, Sir Alf Ramsey, est dévoilée à Wembley.
La balle orange utilisée pendant le match est détenue pendant trente années après la finale par le premier buteur de la finale de la Coupe du monde 1966 Helmut Haller. Il appartient désormais à Daily Mirror, Eurostar et Virgin Group conjointement. Elle est exposée au musée de Preston depuis 2002.